# Sigilmassasaurus
Sigilmassasaurus (literalmente "lagarto de Sijilmassa") é um gênero controverso de dinossauro terópode espinossaurídeo que viveu há aproximadamente 100 a 94 milhões de anos, durante o período Cretáceo Superior no que é hoje o Norte de África. Nomeado em 1996 pelo paleontólogo canadense Dale Russell, contém uma única espécie, Sigilmassasaurus brevicollis. A identidade do gênero tem sido debatida pelos cientistas, com alguns considerando seus fósseis para representar o material das espécies intimamente relacionadas Spinosaurus aegyptiacus, enquanto outros o classificaram como um táxon separado, formando o clado Spinosaurini com Spinosaurus como seu táxon irmão.
O Sigilmassasaurus era um carnívoro bípede de constituição moderada, que habitava o solo, como a maioria dos outros terópodes. Pode ter tido forte musculatura do pescoço, como evidenciado pela morfologia de suas vértebras (espinha dorsal). O Sigilmassasaurus pode ter tido hábitos semiaquáticos e uma dieta parcialmente piscívora. Ele coexistiu com outros grandes terópodes do Grupo Kem Kem.

## História da pesquisa
Fósseis desse dinossauro foram recuperados na Formação Kem Kem, na região do Oásis de Tafilete, no Marrocos, perto do local da antiga cidade de Sijilmassa, para o qual foi nomeado. O paleontólogo canadense Dale Russell nomeou Sigilmassasaurus em 1996, com base no nome cidade antiga e da palavra grega sauros ("lagarto").  Uma única espécie foi nomeada, S. brevicollis, derivada do latim brevis ("curto") e collum ("pescoço"), pois as vértebras do pescoço são muito curtas da frente para trás. Sigilmassasaurus vem de sedimentos de arenito vermelho no sul do Marrocos, conhecidos por vários nomes, incluindo Grès rouges infracénomaniens, Continental Red Beds e Kem Kem Beds mais baixos. Essas rochas remontam ao Cenomaniano, o primeiro andar do Cretáceo Superior, aproximadamente 100 a 94 milhões de anos atrás.
O holótipo, ou espécime original, de S. brevicollis, CMN 41857, é uma única vértebra cervical posterior, embora Russell tenha referido cerca de quinze outras vértebras encontradas na mesma formação para a espécie. Outro material foi encontrado no Egito, e foi referido pelo paleontólogo alemão Ernst Stromer como "Spinosaurus B". Russell em 1996 considerou este espécime egípcio, IPHG 1922 X45, como pertencente ao Sigilmassasaurus ou um animal intimamente relacionado, nomeando-o como Sigilmassasaurus sp. Um segundo Sigilmassasaurus sp. foi por ele baseado no espécime CMN 41629, uma vértebra dorsal anterior. "Spinosaurus B" seria intermediário em construção entre este último Sigilmassasaurus sp. e S. brevicollis. Russell criou a família Sigilmassasauridae para esses animais. As vértebras do pescoço desses dinossauros são mais largas de um lado para o outro, cerca de 50%, do que longas da frente para trás. Se o pescoço como um todo era particularmente curto, não se sabe: a vértebra do holótipo é uma cervicodorsal, da transição entre o pescoço e as costas, que não seria longa de qualquer maneira. A posição exata do Sigilmassasaurus dentro da árvore genealógica dos terópodes é desconhecida, mas pertence a algum lugar dentro do subgrupo dos terópodes conhecido como Tetanurae e provavelmente era um membro da família Spinosauridae.

### Validade disputada

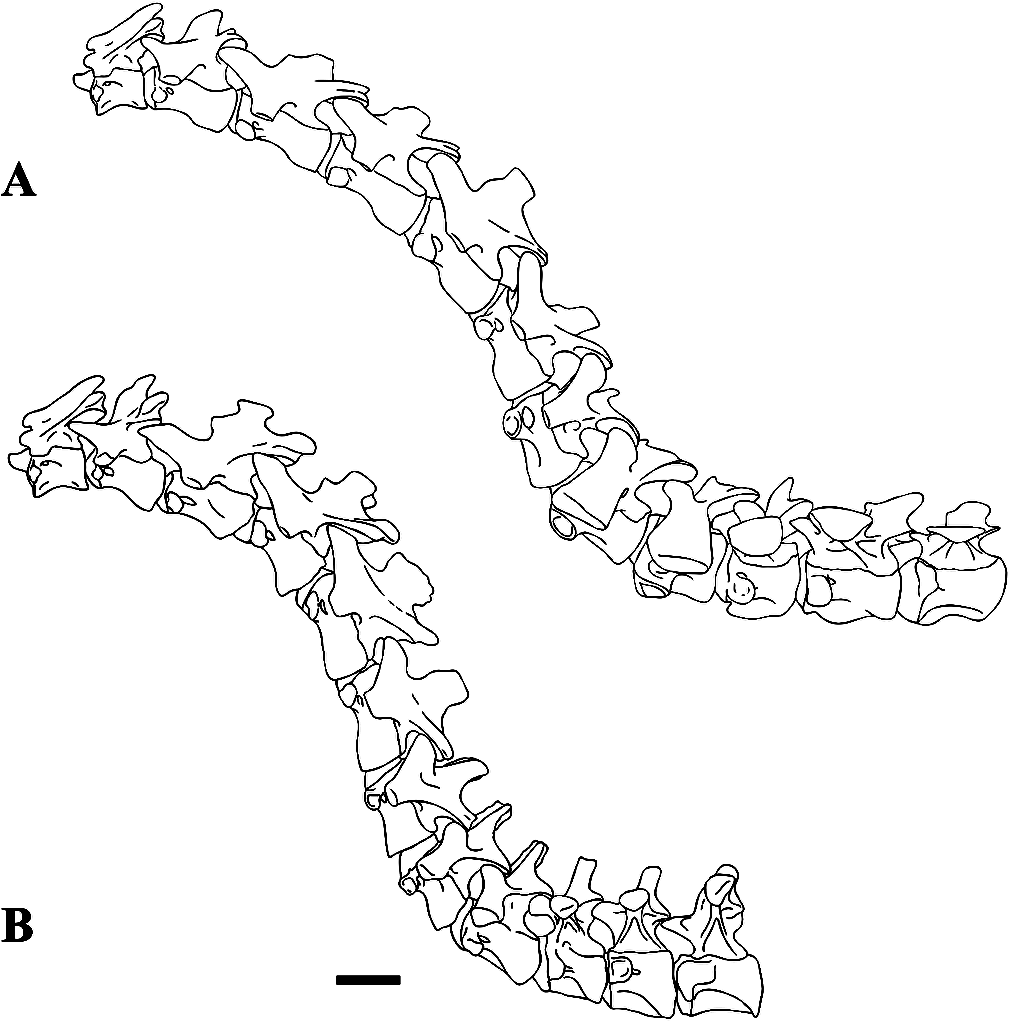
Reconstruções do pescoço de Sigilmassasaurus (topo) e Baryonyx

A validade do Sigilmassaurus, no entanto, não passou despercebida logo após ser nomeado. Em 1996, Paul Sereno e colegas descreveram um crânio de Carcharodontosaurus (SGM-Din-1) do Marrocos, bem como uma vértebra do pescoço (SGM-Din-3) que se assemelhava à do "Spinosaurus B", que eles, portanto, sinonimizaram com Carcharodontosaurus. Um estudo de 1998 foi mais longe, chamando o próprio Sigilmassasaurus de sinônimo júnior de Carcharodontosaurus.
Em 2005, no entanto, o paleontólogo argentino Fernando Novas e colegas descobriram que o SGM-Din-3, que foi usado para sinonimizar Carcharodontosaurus e "Spinosaurus B", não estava realmente associado ao SGM-Din-1, o crânio do Carcharodontosaurus descrito em 1996, e mostra diferenças claras com o holótipo de Carcharodontosaurus. Outras características do "Spinosaurus B" também diferiram do Carcharodontosaurus, dando suporte à noção de que ele (e, portanto, Sigilmassasaurus) é um táxon separado. O mesmo estudo afirmou que as vértebras da cauda por Russell atribuídas à espécie eram de fato as dos iguanodontes.. Um estudo em 2013 por Bradley McFeeters e colegas considerou o Sigilmassasaurus como um membro válido e indeterminado dos Tetanurae.
Em 2014, o paleontólogo alemão-marroquino Nizar Ibrahim e colegas encaminharam os espécimes de Sigilmassasaurus para Spinosaurus aegyptiacus, juntamente com "Spinosaurus B" e criaram um neótipo para S. aegyptiacus, Spinosaurus maroccanus foi considerado um nomen dubium seguindo as conclusões de artigos anteriores. No ano de 2018, Sigilmassasaurus foi classificado como uma provável espécie dentro do gênero Spinosaurus por Mortimer (Mickey Mortimer), sendo chamado por muitos especialistas como Spinosaurus brevicollis, no entanto estudos recentes mostram que esta teoria é duvidosa. Em uma redescrição de 2015 do Sigilmassasaurus por Serjoscha Evers e sua equipe, foi considerado um gênero válido dentro dos Spinosauridae. Esses autores também propuseram Spinosaurus maroccanus como sinônimo júnior de Sigilmassasaurus e rejeitaram a proposta de um neótipo de Spinosaurus aegyptiacus.

## Classificação
Um estudo do paleontólogo britânico Thomas Arden e colegas em 2018 concluiu que Sigilmassasaurus era um gênero válido e formou uma tribo com Spinosaurus denominado Spinosaurini. O maior espécime de Spinosaurus cf. aegyptiacus, MSNM V4047, foi provisoriamente atribuído a S. brevicollis. Com base nas vértebras, os pesquisadores sugeriram que o "Sigilmassasaurus" pode ter crescido mais do que o "Spinosaurus". Embora na ausência de material associado, é difícil ter certeza de qual material pertence a qual gênero. Abaixo está um cladograma baseado na análise de Arden e colegas:
|  | Baryonyx walkeri      |
|  |                       |
|  | Suchomimus tenerensis |
|  |                       |

|              | Irritator challengeri |
|              | |
|              | Oxalaia quilombensis |
|              | |
| Spinosaurini | \| \| Táxon de Gara Samani \| \| \| \| \| \| Sigilmassasaurus brevicollis \| \| \| \| \| \| Spinosaurus aegyptiacus \| \| \| \| |
|              | \| \| Táxon de Gara Samani \| \| \| \| \| \| Sigilmassasaurus brevicollis \| \| \| \| \| \| Spinosaurus aegyptiacus \| \| \| \| |
|              | Táxon de Gara Samani |
|              | |
|              | Sigilmassasaurus brevicollis |
|              | |
|              | Spinosaurus aegyptiacus |
|              | |

|  | Táxon de Gara Samani         |
|  |                              |
|  | Sigilmassasaurus brevicollis |
|  |                              |
|  | Spinosaurus aegyptiacus      |
|  |                              |

|              | Irritator challengeri |
|              | |
|              | Oxalaia quilombensis |
|              | |
| Spinosaurini | \| \| Táxon de Gara Samani \| \| \| \| \| \| Sigilmassasaurus brevicollis \| \| \| \| \| \| Spinosaurus aegyptiacus \| \| \| \| |
|              | \| \| Táxon de Gara Samani \| \| \| \| \| \| Sigilmassasaurus brevicollis \| \| \| \| \| \| Spinosaurus aegyptiacus \| \| \| \| |
|              | Táxon de Gara Samani |
|              | |
|              | Sigilmassasaurus brevicollis |
|              | |
|              | Spinosaurus aegyptiacus |
|              | |

|  | Táxon de Gara Samani         |
|  |                              |
|  | Sigilmassasaurus brevicollis |
|  |                              |
|  | Spinosaurus aegyptiacus      |
|  |                              |

|              | Irritator challengeri |
|              | |
|              | Oxalaia quilombensis |
|              | |
| Spinosaurini | \| \| Táxon de Gara Samani \| \| \| \| \| \| Sigilmassasaurus brevicollis \| \| \| \| \| \| Spinosaurus aegyptiacus \| \| \| \| |
|              | \| \| Táxon de Gara Samani \| \| \| \| \| \| Sigilmassasaurus brevicollis \| \| \| \| \| \| Spinosaurus aegyptiacus \| \| \| \| |
|              | Táxon de Gara Samani |
|              | |
|              | Sigilmassasaurus brevicollis |
|              | |
|              | Spinosaurus aegyptiacus |
|              | |

|  | Táxon de Gara Samani         |
|  |                              |
|  | Sigilmassasaurus brevicollis |
|  |                              |
|  | Spinosaurus aegyptiacus      |
|  |                              |

|              | Irritator challengeri |
|              | |
|              | Oxalaia quilombensis |
|              | |
| Spinosaurini | \| \| Táxon de Gara Samani \| \| \| \| \| \| Sigilmassasaurus brevicollis \| \| \| \| \| \| Spinosaurus aegyptiacus \| \| \| \| |
|              | \| \| Táxon de Gara Samani \| \| \| \| \| \| Sigilmassasaurus brevicollis \| \| \| \| \| \| Spinosaurus aegyptiacus \| \| \| \| |
|              | Táxon de Gara Samani |
|              | |
|              | Sigilmassasaurus brevicollis |
|              | |
|              | Spinosaurus aegyptiacus |
|              | |

|  | Táxon de Gara Samani         |
|  |                              |
|  | Sigilmassasaurus brevicollis |
|  |                              |
|  | Spinosaurus aegyptiacus      |
|  |                              |

|              | Irritator challengeri |
|              | |
|              | Oxalaia quilombensis |
|              | |
| Spinosaurini | \| \| Táxon de Gara Samani \| \| \| \| \| \| Sigilmassasaurus brevicollis \| \| \| \| \| \| Spinosaurus aegyptiacus \| \| \| \| |
|              | \| \| Táxon de Gara Samani \| \| \| \| \| \| Sigilmassasaurus brevicollis \| \| \| \| \| \| Spinosaurus aegyptiacus \| \| \| \| |
|              | Táxon de Gara Samani |
|              | |
|              | Sigilmassasaurus brevicollis |
|              | |
|              | Spinosaurus aegyptiacus |
|              | |

|  | Táxon de Gara Samani         |
|  |                              |
|  | Sigilmassasaurus brevicollis |
|  |                              |
|  | Spinosaurus aegyptiacus      |
|  |                              |

|              | Irritator challengeri |
|              | |
|              | Oxalaia quilombensis |
|              | |
| Spinosaurini | \| \| Táxon de Gara Samani \| \| \| \| \| \| Sigilmassasaurus brevicollis \| \| \| \| \| \| Spinosaurus aegyptiacus \| \| \| \| |
|              | \| \| Táxon de Gara Samani \| \| \| \| \| \| Sigilmassasaurus brevicollis \| \| \| \| \| \| Spinosaurus aegyptiacus \| \| \| \| |
|              | Táxon de Gara Samani |
|              | |
|              | Sigilmassasaurus brevicollis |
|              | |
|              | Spinosaurus aegyptiacus |
|              | |

|  | Táxon de Gara Samani         |
|  |                              |
|  | Sigilmassasaurus brevicollis |
|  |                              |
|  | Spinosaurus aegyptiacus      |
|  |                              |

|              | Irritator challengeri |
|              | |
|              | Oxalaia quilombensis |
|              | |
| Spinosaurini | \| \| Táxon de Gara Samani \| \| \| \| \| \| Sigilmassasaurus brevicollis \| \| \| \| \| \| Spinosaurus aegyptiacus \| \| \| \| |
|              | \| \| Táxon de Gara Samani \| \| \| \| \| \| Sigilmassasaurus brevicollis \| \| \| \| \| \| Spinosaurus aegyptiacus \| \| \| \| |
|              | Táxon de Gara Samani |
|              | |
|              | Sigilmassasaurus brevicollis |
|              | |
|              | Spinosaurus aegyptiacus |
|              | |

|  | Táxon de Gara Samani         |
|  |                              |
|  | Sigilmassasaurus brevicollis |
|  |                              |
|  | Spinosaurus aegyptiacus      |
|  |                              |

|              | Irritator challengeri |
|              | |
|              | Oxalaia quilombensis |
|              | |
| Spinosaurini | \| \| Táxon de Gara Samani \| \| \| \| \| \| Sigilmassasaurus brevicollis \| \| \| \| \| \| Spinosaurus aegyptiacus \| \| \| \| |
|              | \| \| Táxon de Gara Samani \| \| \| \| \| \| Sigilmassasaurus brevicollis \| \| \| \| \| \| Spinosaurus aegyptiacus \| \| \| \| |
|              | Táxon de Gara Samani |
|              | |
|              | Sigilmassasaurus brevicollis |
|              | |
|              | Spinosaurus aegyptiacus |
|              | |

|  | Táxon de Gara Samani         |
|  |                              |
|  | Sigilmassasaurus brevicollis |
|  |                              |
|  | Spinosaurus aegyptiacus      |
|  |                              |

|  | Baryonyx walkeri      |
|  |                       |
|  | Suchomimus tenerensis |
|  |                       |

|              | Irritator challengeri |
|              | |
|              | Oxalaia quilombensis |
|              | |
| Spinosaurini | \| \| Táxon de Gara Samani \| \| \| \| \| \| Sigilmassasaurus brevicollis \| \| \| \| \| \| Spinosaurus aegyptiacus \| \| \| \| |
|              | \| \| Táxon de Gara Samani \| \| \| \| \| \| Sigilmassasaurus brevicollis \| \| \| \| \| \| Spinosaurus aegyptiacus \| \| \| \| |
|              | Táxon de Gara Samani |
|              | |
|              | Sigilmassasaurus brevicollis |
|              | |
|              | Spinosaurus aegyptiacus |
|              | |

|  | Táxon de Gara Samani         |
|  |                              |
|  | Sigilmassasaurus brevicollis |
|  |                              |
|  | Spinosaurus aegyptiacus      |
|  |                              |

|              | Irritator challengeri |
|              | |
|              | Oxalaia quilombensis |
|              | |
| Spinosaurini | \| \| Táxon de Gara Samani \| \| \| \| \| \| Sigilmassasaurus brevicollis \| \| \| \| \| \| Spinosaurus aegyptiacus \| \| \| \| |
|              | \| \| Táxon de Gara Samani \| \| \| \| \| \| Sigilmassasaurus brevicollis \| \| \| \| \| \| Spinosaurus aegyptiacus \| \| \| \| |
|              | Táxon de Gara Samani |
|              | |
|              | Sigilmassasaurus brevicollis |
|              | |
|              | Spinosaurus aegyptiacus |
|              | |

|  | Táxon de Gara Samani         |
|  |                              |
|  | Sigilmassasaurus brevicollis |
|  |                              |
|  | Spinosaurus aegyptiacus      |
|  |                              |

|              | Irritator challengeri |
|              | |
|              | Oxalaia quilombensis |
|              | |
| Spinosaurini | \| \| Táxon de Gara Samani \| \| \| \| \| \| Sigilmassasaurus brevicollis \| \| \| \| \| \| Spinosaurus aegyptiacus \| \| \| \| |
|              | \| \| Táxon de Gara Samani \| \| \| \| \| \| Sigilmassasaurus brevicollis \| \| \| \| \| \| Spinosaurus aegyptiacus \| \| \| \| |
|              | Táxon de Gara Samani |
|              | |
|              | Sigilmassasaurus brevicollis |
|              | |
|              | Spinosaurus aegyptiacus |
|              | |

|  | Táxon de Gara Samani         |
|  |                              |
|  | Sigilmassasaurus brevicollis |
|  |                              |
|  | Spinosaurus aegyptiacus      |
|  |                              |

|              | Irritator challengeri |
|              | |
|              | Oxalaia quilombensis |
|              | |
| Spinosaurini | \| \| Táxon de Gara Samani \| \| \| \| \| \| Sigilmassasaurus brevicollis \| \| \| \| \| \| Spinosaurus aegyptiacus \| \| \| \| |
|              | \| \| Táxon de Gara Samani \| \| \| \| \| \| Sigilmassasaurus brevicollis \| \| \| \| \| \| Spinosaurus aegyptiacus \| \| \| \| |
|              | Táxon de Gara Samani |
|              | |
|              | Sigilmassasaurus brevicollis |
|              | |
|              | Spinosaurus aegyptiacus |
|              | |

|  | Táxon de Gara Samani         |
|  |                              |
|  | Sigilmassasaurus brevicollis |
|  |                              |
|  | Spinosaurus aegyptiacus      |
|  |                              |

|              | Irritator challengeri |
|              | |
|              | Oxalaia quilombensis |
|              | |
| Spinosaurini | \| \| Táxon de Gara Samani \| \| \| \| \| \| Sigilmassasaurus brevicollis \| \| \| \| \| \| Spinosaurus aegyptiacus \| \| \| \| |
|              | \| \| Táxon de Gara Samani \| \| \| \| \| \| Sigilmassasaurus brevicollis \| \| \| \| \| \| Spinosaurus aegyptiacus \| \| \| \| |
|              | Táxon de Gara Samani |
|              | |
|              | Sigilmassasaurus brevicollis |
|              | |
|              | Spinosaurus aegyptiacus |
|              | |

|  | Táxon de Gara Samani         |
|  |                              |
|  | Sigilmassasaurus brevicollis |
|  |                              |
|  | Spinosaurus aegyptiacus      |
|  |                              |

|              | Irritator challengeri |
|              | |
|              | Oxalaia quilombensis |
|              | |
| Spinosaurini | \| \| Táxon de Gara Samani \| \| \| \| \| \| Sigilmassasaurus brevicollis \| \| \| \| \| \| Spinosaurus aegyptiacus \| \| \| \| |
|              | \| \| Táxon de Gara Samani \| \| \| \| \| \| Sigilmassasaurus brevicollis \| \| \| \| \| \| Spinosaurus aegyptiacus \| \| \| \| |
|              | Táxon de Gara Samani |
|              | |
|              | Sigilmassasaurus brevicollis |
|              | |
|              | Spinosaurus aegyptiacus |
|              | |

|  | Táxon de Gara Samani         |
|  |                              |
|  | Sigilmassasaurus brevicollis |
|  |                              |
|  | Spinosaurus aegyptiacus      |
|  |                              |

|              | Irritator challengeri |
|              | |
|              | Oxalaia quilombensis |
|              | |
| Spinosaurini | \| \| Táxon de Gara Samani \| \| \| \| \| \| Sigilmassasaurus brevicollis \| \| \| \| \| \| Spinosaurus aegyptiacus \| \| \| \| |
|              | \| \| Táxon de Gara Samani \| \| \| \| \| \| Sigilmassasaurus brevicollis \| \| \| \| \| \| Spinosaurus aegyptiacus \| \| \| \| |
|              | Táxon de Gara Samani |
|              | |
|              | Sigilmassasaurus brevicollis |
|              | |
|              | Spinosaurus aegyptiacus |
|              | |

|  | Táxon de Gara Samani         |
|  |                              |
|  | Sigilmassasaurus brevicollis |
|  |                              |
|  | Spinosaurus aegyptiacus      |
|  |                              |

|              | Irritator challengeri |
|              | |
|              | Oxalaia quilombensis |
|              | |
| Spinosaurini | \| \| Táxon de Gara Samani \| \| \| \| \| \| Sigilmassasaurus brevicollis \| \| \| \| \| \| Spinosaurus aegyptiacus \| \| \| \| |
|              | \| \| Táxon de Gara Samani \| \| \| \| \| \| Sigilmassasaurus brevicollis \| \| \| \| \| \| Spinosaurus aegyptiacus \| \| \| \| |
|              | Táxon de Gara Samani |
|              | |
|              | Sigilmassasaurus brevicollis |
|              | |
|              | Spinosaurus aegyptiacus |
|              | |

|  | Táxon de Gara Samani         |
|  |                              |
|  | Sigilmassasaurus brevicollis |
|  |                              |
|  | Spinosaurus aegyptiacus      |
|  |                              |

Um estudo de 2020 do paleontólogo britânico Symth e colegas sugeriram que o Sigilmassasaurus é sinônimo de Spinosaurus e do gênero espinossauro brasileiro Oxalaia, com ambos os gêneros caindo no hipodigma do Spinosaurus. Se apoiado por pesquisas futuras, tanto o Sigilmassasaurus quanto o Oxalaia se tornariam sinônimos juniores de Spinosaurus e expandiriam seu alcance, o que apoiaria ainda mais a teoria dos intercâmbios faunísticos entre a África e a América do Sul durante o Cretáceo.
Um estudo de 2021 conduzido por Bradley McFeeters da Carleton University; lançar mais luz para a existência controversa de um segundo espinossaurídeo no norte da África. O estudo concluiu que, embora limitados, os novos dados podem dar suporte à controversa hipótese de que dois táxons de espinossaurídeos estão representados no Grupo Kem Kem. Este estudo se concentrou em uma vértebra cervical média incomum pertencente a um grande espinossaurídeo do Grupo Kem Kem, datado do Cenomaniano do Marrocos.
É comparada com a morfologia característica de cada posição cervical reconstruída em Spinosaurus aegyptiacus, com base em uma recente reconstrução composta que incorpora a maior parte do material anteriormente referido desta unidade. Em vez de se conformar a qualquer uma das posições cervicais previamente identificadas em sua morfologia, o espécime exibe uma combinação única de caracteres cervicais médios, com o centro relativamente compacto sugerindo uma posição como C4, e a forma das lâminas do arco neural sugerindo uma posição como C5 ou C6. Além disso, apresenta dois caracteres até então desconhecidos nos cervicais médios dos espinossaurídeos do Grupo Kem Kem: uma tuberosidade hipofisária arredondada que não é contínua com uma quilha ventral, e uma epipófise moderadamente desenvolvida, orientada dorsalmente, que não ultrapassa a pós-zigapófise posteriormente. Essa revelação leva ao valor diagnóstico de caracteres vertebrais cervicais posicionalmente variáveis na sistemática dos espinossaurídeos.

## Paleobiologia

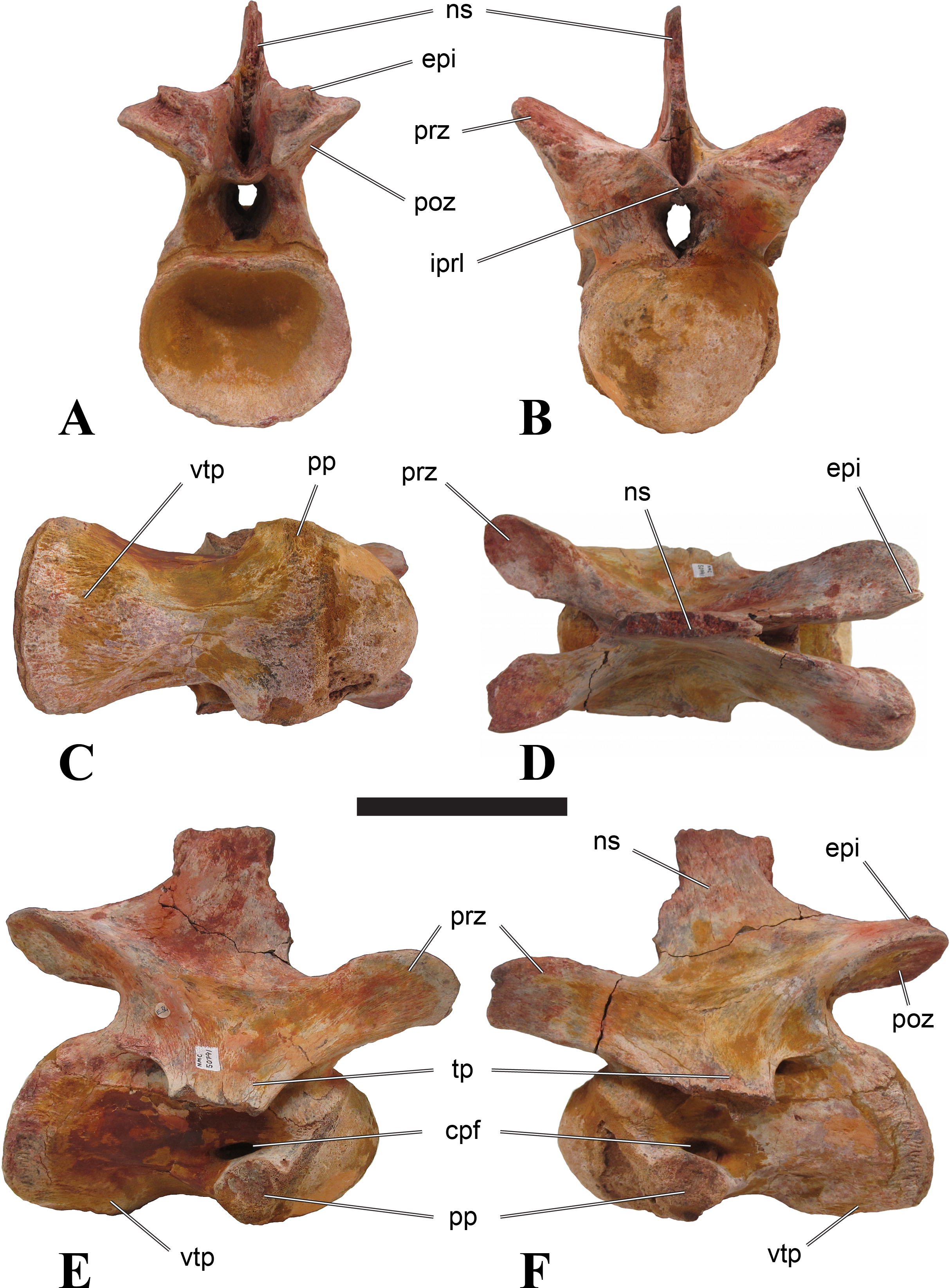
Uma vértebra de Sigilmassasaurus

No fundo de suas vértebras cervicais, o Sigilmassasaurus apresentava uma série de estruturas ósseas altamente robustas. Estas foram sugeridos pelo paleontólogo S. W. Evers e colegas como sendo uma potencial evidência de musculatura substancial do pescoço, uma vez que os locais de fixação dos músculos e ligamentos são frequentemente indicados por cicatrizes na superfície óssea. Os músculos do pescoço inferidos a partir do Sigilmassasaurus, em particular, teriam permitido que ele rapidamente retirasse peixes da água, como indicado pelo uso de uma musculatura semelhante em aves e crocodilos modernos. Isso também foi proposto para o gênero Irritator relacionado, devido à proeminente crista sagital correndo em direção à parte posterior da cabeça. No entanto, Evers e sua equipe observaram que uma análise biomecânica mais completa é necessária para a confirmação dessa condição no táxon.
Vários grandes terópodes são conhecidos do norte da África, levantando questões sobre como esses animais teriam coexistido. Espécimes de Spinosaurus foram encontrados tanto no Marrocos quanto no Egito, assim como o enorme Carcharodontosaurus . Dois terópodes menores, Deltadromeus e Bahariasaurus, também foram encontrados no Marrocos e no Egito, respectivamente, e podem estar intimamente relacionados ou possivelmente serem mesmo gênero.. O Sigilmassasaurus, do Marrocos, e o "Espinossauro B", do Egito, representam um quarto tipo de grande predador. Essa situação se assemelha à da jurássica Formação Morrison da América do Norte, que possui até cinco gêneros de terópodes com mais de uma tonelada de peso, além de vários gêneros menores. Diferenças no formato da cabeça e no tamanho do corpo entre os grandes terópodes do norte da África podem ter sido suficientes para permitir a partição de nicho, como visto entre as muitas espécies de predadores diferentes encontradas hoje na savana africana.